# Kovin
Kovin (serbiska Ковин, rumänska Cuvin, ungerska Kevevára / Temeskubin och tyska Kovin / Kubin / Temeschkubin) är en stad och kommun i Södra Banatet, Vojvodina, Serbien. Den ligger längs Donau, ungefär 50 km öst om Belgrad.